# Anomis revocans
Anomis revocans là một loài bướm đêm trong họ Erebidae.